# Filippo Spinola
Filippo Spinola (ur. 1 grudnia 1535 w Genui, zm. 20 sierpnia 1593 w Rzymie) – włoski kardynał.

## Życiorys
Urodził się 1 grudnia 1535 roku w Genui, jako syn Agostina Spinoli i Gironimy Albengi. Po zakończeniu nauki udał się do Rzymu i został referendarzem Najwyższego Trybunału Sygnatury Apostolskiej i przyjął święcenia subdiakonatu. 8 lutego 1566 roku został wybrany biskupem Bisignano, a dziewięć dni później przyjął sakrę. Trzy lata później przeniesiono go do diecezji Nola. 12 grudnia 1583 roku został kreowany kardynałem prezbiterem i otrzymał kościół tytularny S. Sabina. W 1585 roku został administratorem apostolskim Sory i legatem w Umbrii. 1 lipca tego samego roku zrezygnował z zarządzania diecezjami. Pełnił funkcję prefekta Kongregacji ds. Zakonów i był członkiem komisji kardynalskiej ds. Królestwa Niemieckiego i Węgierskiego. Zmarł 20 sierpnia 1593 roku w Rzymie.